# Fugging (Obritzberg-Rust)
Pour les articles homonymes, voir Fugging.
Fugging est un village situé dans la municipalité de Obritzberg-Rust en Autriche. Il est situé dans l'État de Basse-Autricheet était autrefois connu sous le nom de Fucking avant d'avoir changé son nom.

## Équipements
Fugging possède une église de village qui a été construit en 1894 et consacrée en 1896. Il a été rénové en 1984, en effet, le toit nécessitait des travaux de réparation après des dommages causés par la grêle. Fugging possède également une caserne de pompier volontaire.